# Dongosaro (île)
Pour l’article homonyme, voir Dongosaro.
Dongosaro, parfois appelée Sonsorol, est une île des Palaos située en mer des Philippines, à la lisière de l'océan Pacifique. Avec 1,36 km2 de superficie et 24 habitants en 2000, elle est l'île la plus grande et la plus peuplée de l'État de Sonsorol dont elle accueille le centre administratif, le village de Dongosaro.

## Géographie
L'île est relativement plate et petite. Le village de Dongosaro est situé à l'ouest.
L'île la plus proche, Fanna, est située à un peu moins de deux kilomètres en direction du nord.

Carte de l'île de Sonsorol (au sud) et Fanna, au nord.
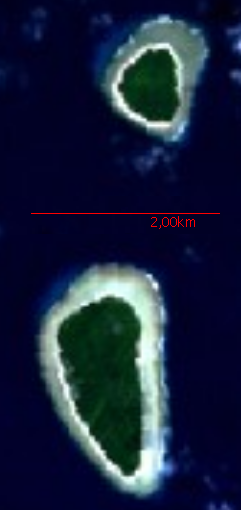
Image satellite de Fanna (en haut) et Sonsorol (en bas).
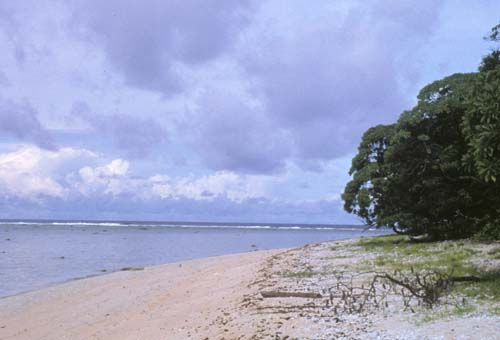
Côte ouest de l'île.

## Histoire
Patricio Mohitsho, un Tobien, raconte la légende selon laquelle des habitants de Woleai seraient venus sur l'île de Dongosaro et auraient tué ses habitants paluans pour s'y installer.

## Écosystème
L'île est recouverte de cocotiers et d'autres types d'arbres.
L'île n'accueille que quatre espèces d'oiseaux en petite quantité : le noddi noir, le gygis blanche, le noddis bruns et le phaéton à bec jaune.

## Sources